# Louis Gustave Chauveaud
Louis Gustave Chauveaud (Aigre, 12 dicembre 1859 – Parigi, 14 dicembre 1933) è stato un botanico francese, noto per i suoi studi di anatomia vegetale.

## Biografia
Dal 1890 al 1895 è stato associato al laboratorio di botanica presso l'Ecole pratique des Hautes Études di Parigi. Nel 1888 ha ricevuto la sua agrégation per le scienze naturali, seguita da dottorati in scienze (1891) e di medicina (1892). Per trenta anni ha servito come direttore del laboratorio di botanica presso l'Università di Parigi. Durante questo periodo di tempo ha anche insegnato delle lezioni alla Sorbona.
Nel 1928 è stato nominato presidente della Société Botanique de France. La specie di piante Sedum chauveaudii (Raym.-Hamet) commemora il suo nome.

## Opere principali
- Recherches embryogéniques sur l'appareil laticifère des euphorbiacées, urticacées, apocynées et asclépiadées, 1891;
- La constitution des plantes vasculaires révélée par leur ontogénie, 1921.[5]